# Maurits Colman
Mauritius Petrus Maria Josephus (Maurits of Maurice) Colman (Gent, 1 april 1889 - Sint-Denijs-Westrem, 1 juli 1944) was een Belgische atleet en voetballer. Als atleet was hij gespecialiseerd in de sprint en behaalde hij twee Belgische titels. Als voetballer was hij actief als doelman.

## Biografie
Colman debuteerde op 18-jarige leeftijd als reservedoelman in de eerste ploeg van Racing Club Gent in de derby tegen AA Gent. Hij deed dit zo goed dat hij eerste doelman werd. Hij speelde verschillende seizoenen in Ereafdeling. In 1922 stopte hij om gezondheidsredenen.
Als atleet werd Colman  in 1910 voor het eerst Belgisch kampioen op zowel de 100 m als op de 400 m. Hij was aangesloten bij Standard Gantois.
Na zijn voetbalcarrière was Colman ook een verdienstelijk biljarter. Hij was aangesloten bij Akademie Biljaren Union Gent en werd in 1935 Vlaams kampioen driebanden in de tweede categorie. Hij werd voorzitter van zijn club en van de Vlaamse afdeling van de Belgische Biljartbond. Hij werd in 1944 onwel tijdens een partijtje tennis en overleed kort daarna.

## Belgische kampioenschappen
| Onderdeel | Jaar |
| --------- | ---- |
| 100 m     | 1910 |
| 400 m     | 1910 |

## Palmares

### 100 m
- 1909:  BK AC
- 1910:  BK AC - 11,2 s
- 1911:  BK AC

### 400 m
- 1909:   BK AC
- 1910:   BK AC - 53,4 s
- 1912:  BK AC